# Fronteira Burquina Fasso–Costa do Marfim
A fronteira entre Burquina Fasso e Costa do Marfim é uma linha de 584 km de extensão, no sentido oeste-leste, que separa o trecho leste do norte da Costa do Marfim do sudoeste de Burquina Fasso, na altura aproximada do paralelo 10º norte. No oeste forma tríplice fronteira com o sul do Mali. Vai para o leste para o ponto tríplice de fronteira com Gana. Separa as regiões costa-marfinesas de Savanes e Zanzan das regiões Cascades e Sul-Oeste de Burquina Fasso. 
Essa fronteira entre duas colônias francesas da África Ocidental se concretizou com as independências de ambas em 1960. De 2002 a 2004, a fronteira esteve fechada em função da Guerra Civil costa-marfinesa. 
1. ↑  Almanaque Abril - Mundo - 2006.